# Lac Dhal
Pour les articles homonymes, voir Dhal.
Le lac Dhal (en ourdou : ڈل جھیل, Ḍal Jhīl, /ɖəl d͡ʒiːl/ ; en cachemiri : ڈَل سَر, Ḍal Sar /ɖal sar/) est un lac d'Inde situé dans l'État du Jammu-et-Cachemire, dans la vallée du Cachemire. La ville de Srinagar se trouve sur ses rives. Il est principalement alimenté par un canal dont les eaux proviennent de la Jhelum qui passe à proximité. Il constitue ainsi une réserve d'eau utilisée pour l'eau potable de Srinagar et l'agriculture. Le paysage qu'il offre avec ses rives verdoyantes sur fond de montagnes a favorisé le tourisme, l'implantation de nombreux hôtels sur ses rives et la navigation de plaisance dans les shikaras, les embarcations traditionnelles.

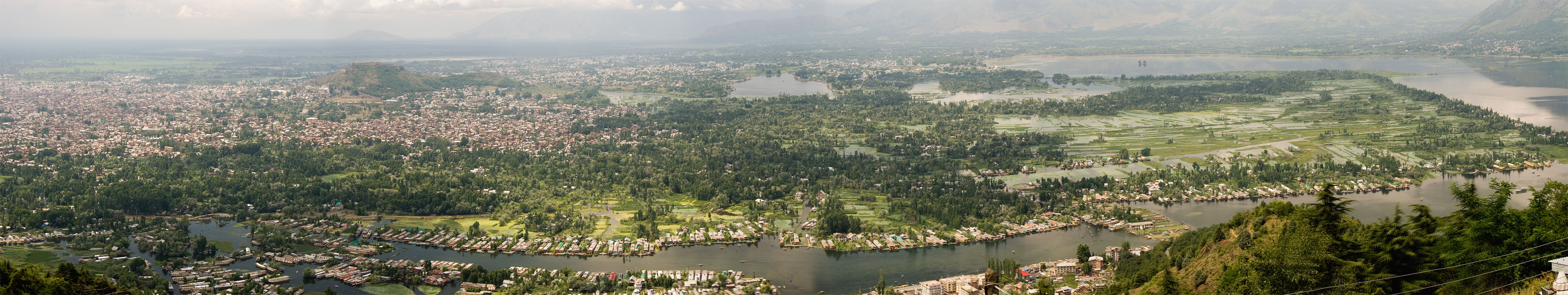
Vue panoramique de Srinagar avec le lac Dhal.

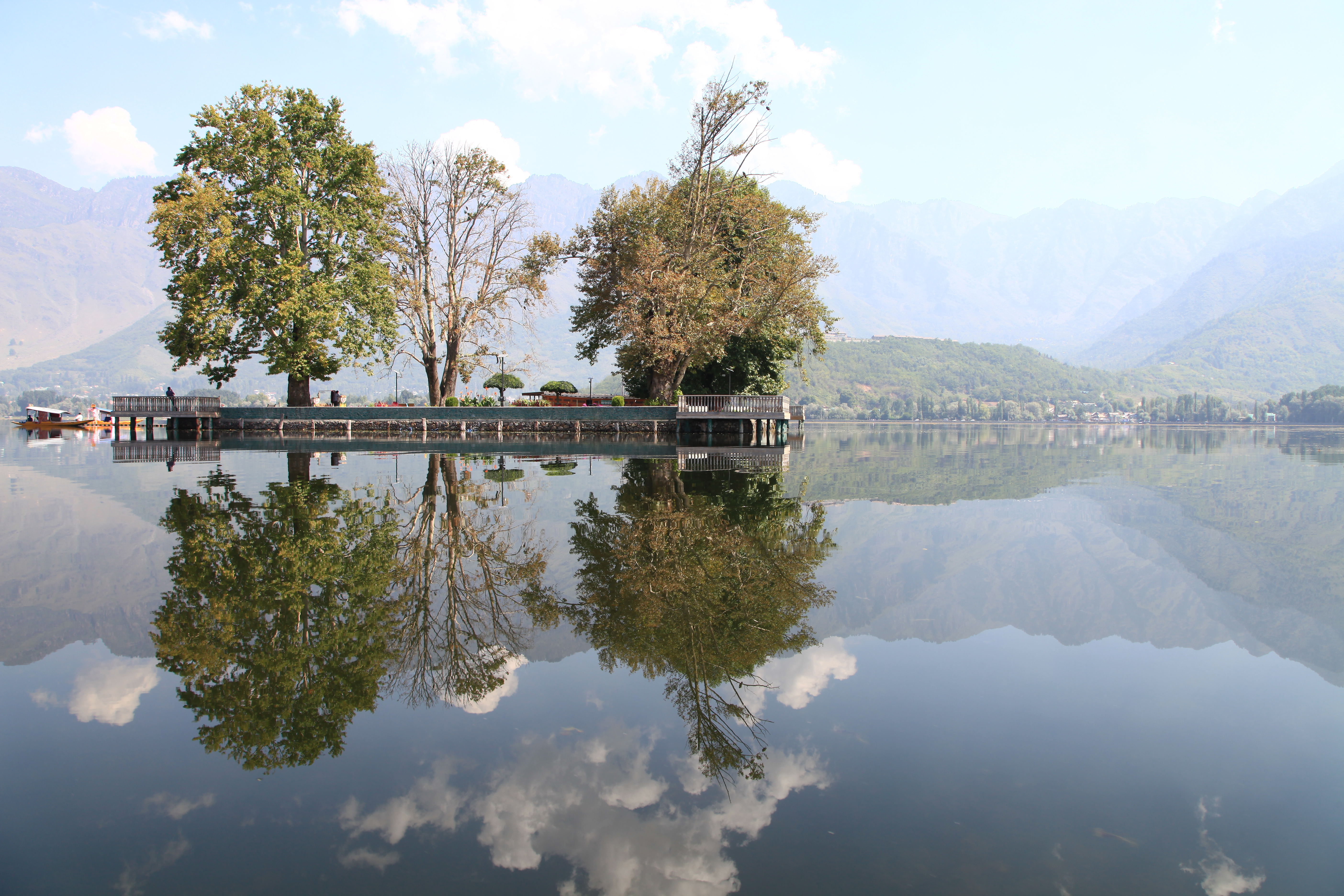
Vue de la petite île de Rupa Lank (ou Char Chinari).

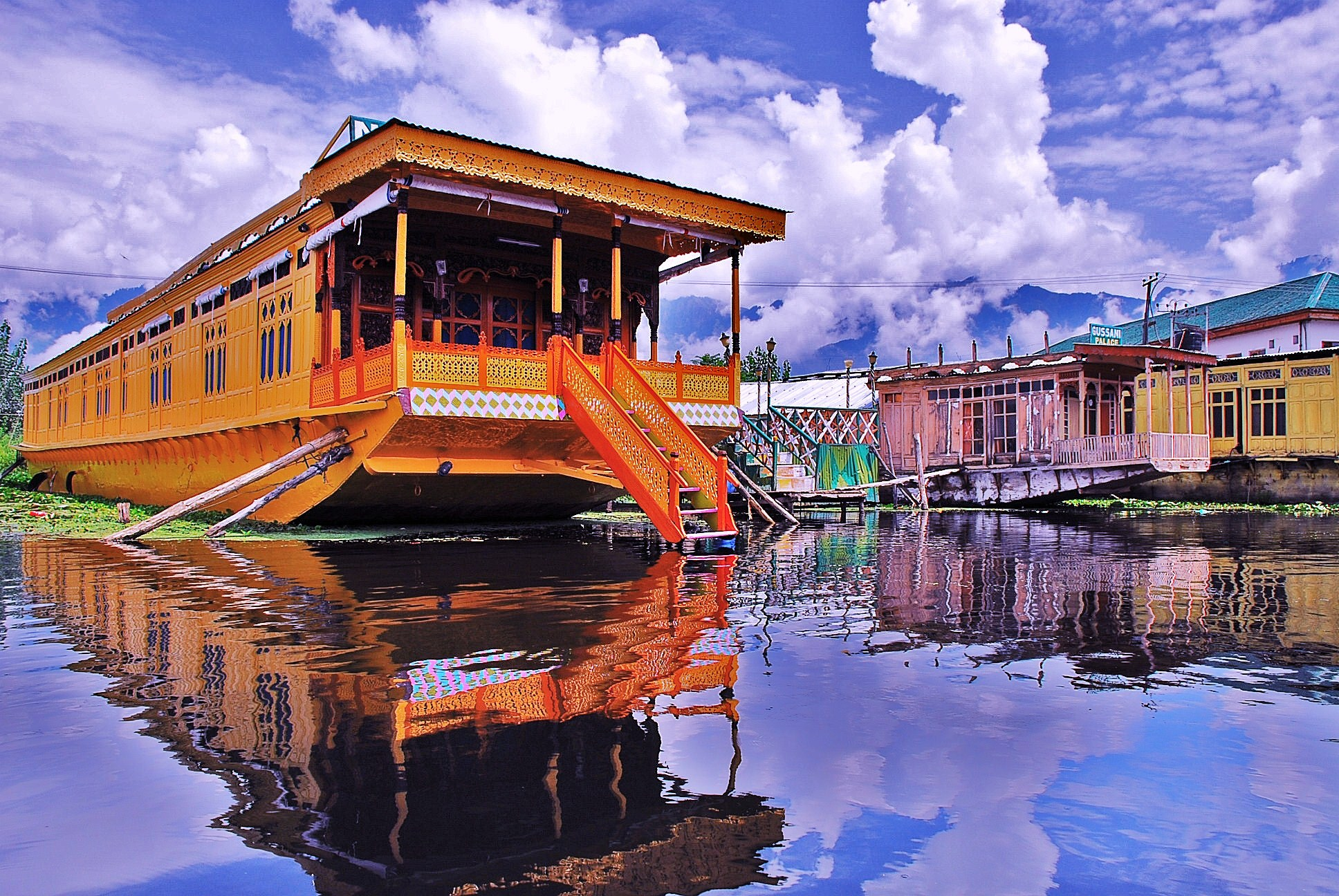
Habitations lacustres de Srinagar sur le lac Dhal transformées en hôtel.

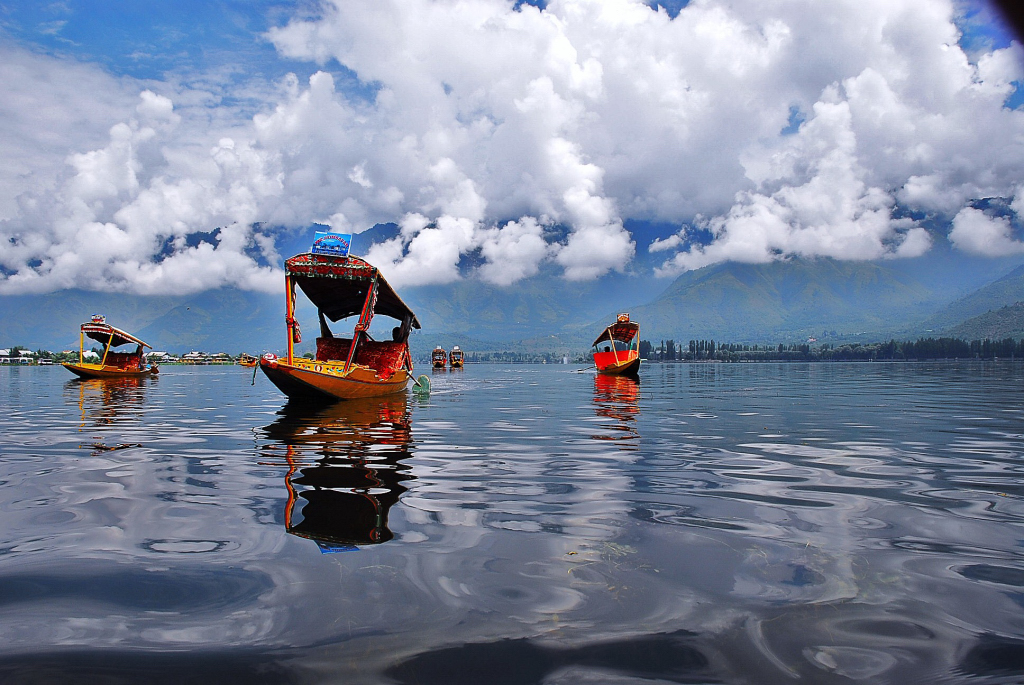
Shikaras, bateaux traditionnels cachemiris sur le lac Dhal.